# World Gone Crazy
World Gone Crazy è un singolo del gruppo musicale statunitense Sleepthief, estratto dall'album Labyrinthine Heart, pubblicato il 30 giugno 2009. Il singolo contiene la versione originale e vari remix. Nel dicembre 2009 è stato pubblicato un EP di altri remix di World Gone Crazy.

## Tracce
1. World Gone Crazy (Psychosomatic Mix) – 3:48
2. World Gone Crazy (Nick Murray Mix) – 4:35
3. World Gone Crazy (Martin Preston Mix) – 4:12
4. World Gone Crazy (Sensory Gate Mix) – 7:21
5. World Gone Crazy (Coury Palermo Mix) – 3:51